# Claudia Bogedan

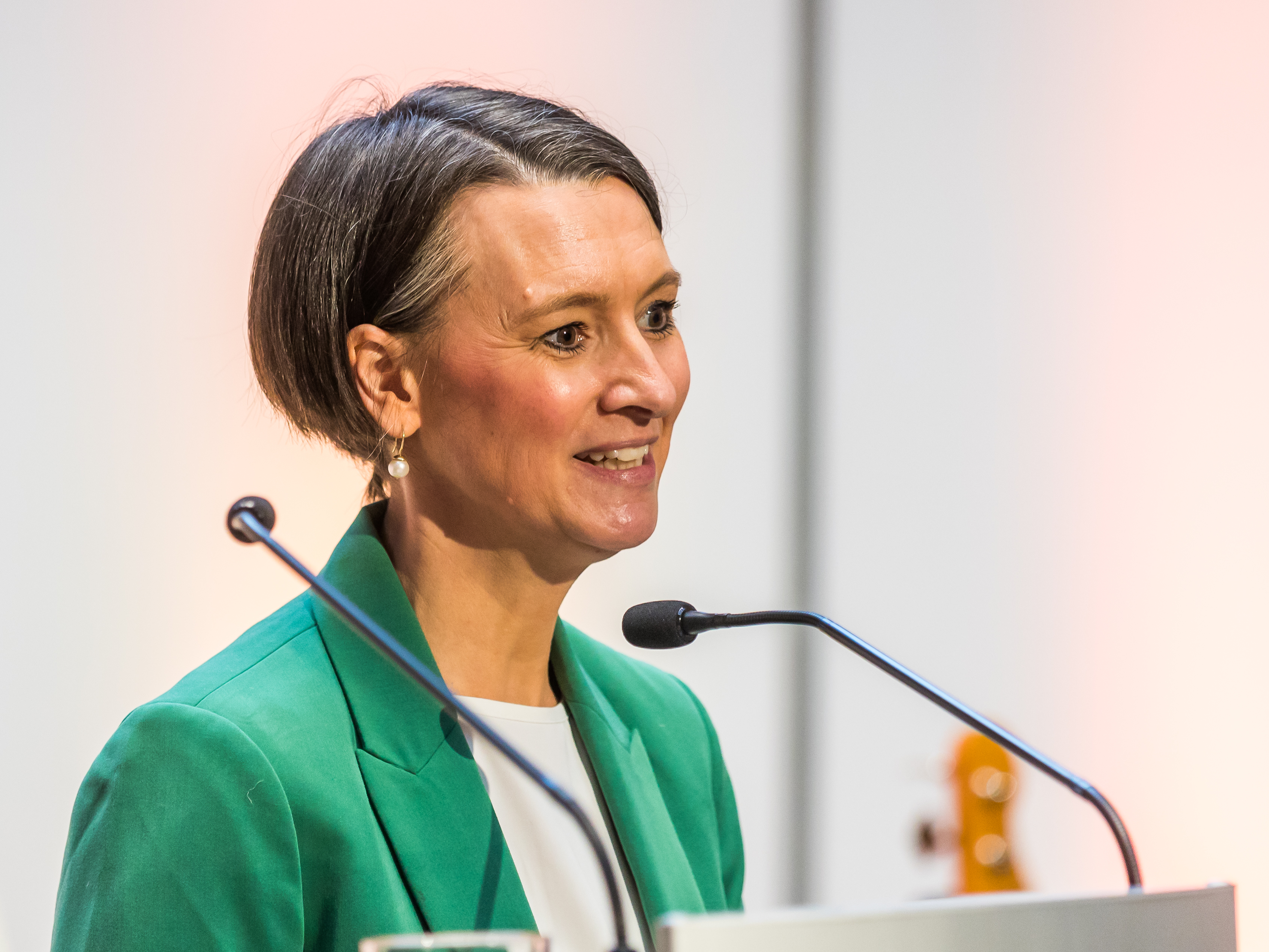
Claudia Bogedan, 2023

Claudia Bogedan (* 7. April 1975 in Limburg an der Lahn) ist eine deutsche Sozialwissenschaftlerin und Politikerin (SPD). Sie war von 2015 bis 2021 Senatorin für Kinder und Bildung im Senat der Freien Hansestadt Bremen. Seit dem 1. September 2021 ist sie Geschäftsführerin der Hans-Böckler-Stiftung.

## Leben

### Familie, Ausbildung und Beruf
Bogedan studierte von 1994 bis 2001 Sozialwissenschaften an der Universität Marburg, der Humboldt-Universität Berlin und der Universität Aarhus in Dänemark. Sie wurde 2009 an der Universität Bremen zum Dr. rer. pol. promoviert.
Von 2001 bis 2003 war sie Geschäftsführerin des Vereins zur Förderung politischen Handelns e. V. (v.f.h.) in Bonn. Sie war von 2003 bis 2007 wissenschaftliche Mitarbeiterin an der Universität Bremen. Seit 2007 war sie als Referentin und Referatsleitung am Wirtschafts- und Sozialwissenschaftliches Institut (WSI) der Hans-Böckler-Stiftung in Düsseldorf zu Fragen der Arbeitsmarkt- und Sozialpolitik tätig; von 2011 bis 2015 war sie hier Leiterin der Abteilung Forschungsförderung und des Referates Erwerbsarbeit im Wandel.
Bogedan ist verheiratet und hat zwei Kinder.

### Politik

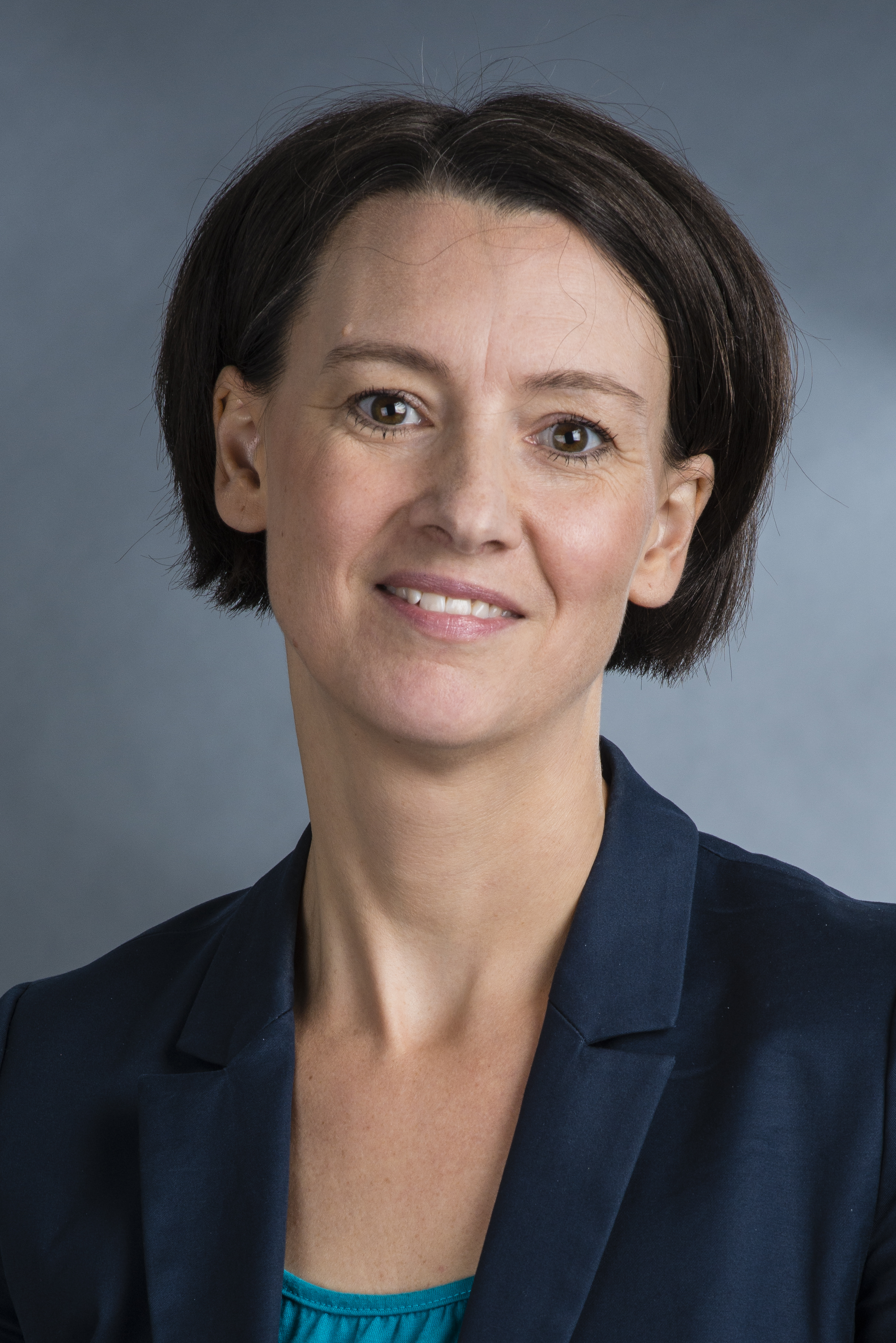
Claudia Bogedan, 2015

Bogedan ist Mitglied der SPD. Sie wirkte von 2002 bis 2005 in unterschiedlichen Funktionen im SPD-Unterbezirk Bonn und war von 2005 bis 2007 Stellvertretende Bundesvorsitzende der Jusos. Von 2009 bis 2015 war sie Vorsitzende der Arbeitsgemeinschaft Sozialdemokratischer Frauen (ASF) in Bonn sowie von 2010 bis 2015 Mitglied im Landesvorstand der SPD in Nordrhein-Westfalen. Im Juli 2015 wurde Claudia Bogedan in Bremen als Nachfolgerin von Eva Quante-Brandt (SPD) Senatorin für Kinder und Bildung unter Bürgermeister Carsten Sieling (SPD) im Senat Sieling gewählt. Dabei wurde dem Bildungsbereich die Zuständigkeit für Kinder mit den Kita-Einrichtungen aus dem Bereich der Sozialsenatorin Anja Stahmann (Grüne) zugeordnet. Ihre Vertretung übernahm Staatsrat Frank Pietrzok (SPD).
Für 2016 wurde sie zur Präsidentin der Kultusministerkonferenz (KMK) gewählt. Schwerpunktthemen ihrer Präsidentschaft waren die Bildung in der Zuwanderungsgesellschaft und die Bildung in der digitalen Welt.
Bei der Bürgerschaftswahl in Bremen 2019 wurde sie zur Abgeordneten gewählt; dieses Amt ruht wegen ihrer Tätigkeit als Senatorin. Am 15. August 2019 wurde sie von der Bürgerschaft Bremen erneut zur Senatorin für Kinder und Bildung gewählt.
Im April 2021 erklärte Bogedan ihren Rücktritt zum Ende des Schuljahres 2020/21. Im Juli 2021 schied sie aus dem Amt aus. Ihr folgte Sascha Karolin Aulepp nach.

### Weitere Mitgliedschaften
- Sie ist seit 1999 Mitglied der Vereinten Dienstleistungsgewerkschaft (Verdi)
- Sie ist Mitglied der Arbeiterwohlfahrt (AWO)
- Herausgeberin der spw – Zeitschrift für sozialistische Politik und Wirtschaft

## Werke
- Zwischen Parlament und Interessensverbänden. Der dänische Wohlfahrtsstaat im Wandel 1973–2006. Promotion 2009.
- Totgesagte leben länger: Zum Verhältnis von Sozialer Demokratie und Sozialstaat. In: Friedrich-Ebert-Stiftung (Hg.), Online Akademie, Bonn 2007.